# Kalanchoe macrochlamys
Kalanchoe macrochlamys és una espècie de planta suculenta del gènere Kalanchoe, de la família de les Crassulaceae.

## Descripció
És una planta suculenta biennal o triennal, totalment glabra, de 0,8 a 1,2 m d'alçada, d'arrels tuberoses.
Les fulles són sèssils, grans, de forma molt variable al llarg de l'any, nervi mitjà com un solc profund; fulles de temporada seca gruixudes, generalment senceres, estretes, de 30 a 40 cm de llarg i de 2 a 4 cm d'ample, amb marges irregularment crenats; estació humida: fulles fines, de 3 a 5 pinnatisectes, de 40 cm de llarg i de 10 cm d'ample, base auriculada, amplexicaule, segments oblongs, de 15 a 20 cm de llarg i de 5 a 10 cm d'ample, punta obtusa, marges sencers a crenats-dentats irregularment.
Les inflorescències en panícules grans, bràctees filamentoses, de 20 a 24 mm, pedicels de 8 a 12 mm.
Les flors són pèndules; calze molt inflat, blanc-groguenc amb línies fosques, arrodonides a la base; tub cilíndric, de 30 a 40 mm, amb 3 nervis visibles; sèpals ovat-deltoides, mucronats aguts, de 8 a 12 mm de llarg i de 4 a 5 mm d'ample; corol·la més o menys inclosa o arribant a la part superior del tub del calze, globosa a la base, restringida a la part superior, després més o menys oblonga, glabra o poc glandulosa, de 30 a 40 mm; pètals ovat-deltoides, agudament acuminats, de 5 a 7 mm de llarg i d'uns 6 mm d'ample; estams inserits cap a la base del tub de la corol·la, tots inclosos.

## Distribució
Planta endèmica del nord-oest de Madagascar (Sambirano). Creix en llocs rocosos humits.

## Taxonomia
Kalanchoe macrochlamys va ser descrita per Joseph Marie Henry Alfred Perrier de la Bâthie (H.Perrier) i publicada a Archives de Botanique, Bulletin Mensuel 2: 27–28. 1928.

### Etimologia
Kalanchoe: nom genèric que deriva de la paraula cantonesa "Kalan Chauhuy", 伽藍菜 que significa 'allò que cau i creix'.
macrochlamys: epítet grec que significa 'capa gran'.

### Sinonímia
Kalanchoe macrochlamys H. Perrier és basiònim de Bryophyllum macrochlamys (H. Perrier) A. Berger (1930).